# Turistická značená trasa 4804
 Turistická značená trasa 4804 je 19,5 km dlouhá zeleně značená trasa Klubu českých turistů v okrese Jeseník propojující trasy a turistické lokality v okolí Lipové-lázně a Lázní Jeseník. Její převažující směr je severní a posléze jihovýchodní. Úvod a závěr trasy prochází CHKO Jeseníky.

## Průběh trasy

### Úsek Miroslav - Lipová-lázně
Turistická trasa má svůj počátek na severovýchodním výběžku Šeráku na rozcestí se žlutě značenou trasou 7804 vedoucí z něj do Jeseníku. Trasa klesá lesní pěšinou severním směrem na jeho okraj a poté cestou střídavě loukou a lesem nad lokalitu Miroslav. Ve východním svahu vrchu Toč opouští cestu a luční pěšinou sestupuje do Lipové-lázně. Zde vstupuje do souběhu s modře značenou trasou 2202 přicházející ze Šeráku, ve kterém vede k místnímu nádraží.

### Úsek Lipová-lázně - Lázně Jeseník
Od nádraží v Lipové-lázni vede v nedlouhém souběhu s červeně značenou trasou 0632 vedoucí do Bobrovníku a po jeho skončení trasa stoupá pěšinou loukami a posléze lesem do sedla Smrčníku na rozcestí s místní modře značenou trasou 9636 směřující k Chatě Na Smrčníku. Trasa 4804 odtud v podobě lesní pěšiny klesá k vápence v lokalitě Na Pomezí. Kolem ní k vlakové zastávce Lipová Lázně jeskyně vede v souběhu s modře značenou turistickou trasou 2206 Lipová-lázně - Ripperův kámen a žlutě značenou trasou 7805 ze Smrku do Lázní Jeseník. Od zastávky trasa 4804 klesá severozápadním směrem střídavě po silnici I/60 kolem Jeskyně Na Pomezí, poté se prudce stáčí k východu a stoupá lesem na Medvědí kámen. Přitom přechází železniční trať Lipová Lázně - Javorník ve Slezsku a původně asfaltová cesta se postupně mění až na lesní pěšinu. V závěru stoupání vede v souběhu opět s modře značenou trasou 2206. Souběh končí asi 300 metrů za vrcholem a trasa 4804 odtud zvolna klesá po lesní cestě jihovýchodním směrem kolem několika pramenů, kříží se s Nassauskou stezkou a u Priessnitzova pramene vstupuje do souběhu se žlutě značenou trasou 7806 sestupující ze Studničního vrchu. Společně klesají k Jitřnímu prameni. Zde končí souběh s trasou 7806 pokračující k Smrkovému a Vilémovu prameni a začíná s červeně značenou trasou 0601 ze Žulové na Rejvíz. Zároveň je zde výchozí modře značená trasa 2204 do Písečné. Trasy 0601 a 4804 společně klesají jižním směrem nejprve po lesní cestě a poté po asfaltové komunikaci do Lázní Jeseník, kde souběh končí. Končí zde rovněž žlutě značená trasa 7805 vedoucí sem z Pomezí alternativním směrem a prochází modře značená okružní trasa 2205.

### Úsek Lázně Jeseník - Křížový vrch
Společně s trasou 2205 vede trasa 4804 severovýchodním směrem po asfaltové komunikaci ke Slovanskému prameni. Zde se nachází její shodně značená odbočka k prameni Pražskému. Poté obě trasy vstupují na lesní cestu a souběh asi po 300 metrech končí. Trasa 4804 vede po lesní pěšině severovýchodním směrem oblastí dalších lázeňských pramenů a poté klesá jihovýchodním směrem do České Vsi. Po průchodu obcí stoupá luční pěšinou stále na jihovýchod na rozcestí opět se žlutě značenou trasou 7804 stoupající z Jeseníku na Rejvíz. Po krátkém úseku vedoucím po asfaltové komunikaci následuje stoupání lesní pěšinou kolem dalších pramenů do sedla Křížového vrchu, kde trasa končí. V závěru vede v krátkém souběhu opět s červeně značenou trasou 0601, koncovým rozcestím prochází opět okružní modrá trasa 2205 a výchozí je zde žlutě značená trasa 7943 do Mýtinky.

## Turistické zajímavosti na trase
- Vyhlídkové místo nad Miroslaví
- Smrk u obrázku na Miroslavi
- Jasan nad kostelem v Lipové-lázni
- Kostel svatého Václava v Lipové-lázni
- Muzeum Johanna Schrotha v Lipové-lázni
- Jeskyně Na Pomezí
- Skalní útvar a vyhlídkové místo Medvědí kámen
- Martinův pramen
- Pramen Sjednocení
- Zlatý pramen
- Šárčin pramen
- Priessnitzův pramen
- Jitřní pramen
- Enhuberův pomník
- Zastavení na Svatojakubské poutní cestě
- Muzeum lega v Lázních Jeseník
- Lázně Jeseník
- Priessnitzova alej
- Obří výhledna
- Háj víly Ozdravy
- Slovanský pramen
- Žofiin pramen
- Bezručův pramen
- Pramen Anna
- Adélin, Flóřin a Adolfův pramen
- Pramen Martina
- Trojpramen
- Pramen Svornosti